# 桔梗湯
桔梗湯（ききょうとう）は、漢方方剤の一つ。

## 効果・効能
通常、扁桃とその周囲の炎症による咽喉の腫れと痛みを和らげる。

## 適応症
咽喉が腫れて痛む次の諸症：扁桃炎、扁桃周囲炎

## 組成
桔梗湯エキスの場合、7.5g中、下記の割合の混合生薬の乾燥エキス1.25gを含有する。
- 甘草 3.0g
- 桔梗[2] 2.0g

## 相互作用

### 併用注意
次の薬剤との併用により、偽アルドステロン症、ミオパチーが出現しやすくなる。
1. 甘草含有製剤
2. グリチルリチン酸及びその塩類を含有する製剤
3. ループ系利尿剤
4. チアジド系利尿剤

## 副作用
次の副作用がある。

### 重大な副作用
偽アルドステロン症、ミオパチー

## 注意事項
高齢者は生理機能の低下、妊産婦、授乳婦、小児は安全性が未確立であり、注意が必要である。